# Ґай Монтеґ
Ґай Монтеґ (англ. Guy Montag) — головний герой антиутопічного роману Рея Бредбері «451 градус за Фаренгейтом». Він працює пожежником у бездуховному і споживацькому суспільстві майбутнього, де панує тоталітаризм. Але його робота полягає не у гасінні пожеж (будинки стали робити вогнетривкими, а тому служба гасіння пожеж виявилась більше непотрібною), а у спаленні книг разом з будинками людей, які наперекір тотальній забороні на будь-яку друковану літературу, наважились зберігати в своєму домі книжки.

## Роль в сюжеті
На початку новели він радий своїй роботі знищувача книг і ніколи не задумується в своїй ролі як інструмента придушення думок. Декілька подій заставляють його задуматись про своє власне існування:
- По-перше, він зустрічає 17-річну Кларіссу Маклеллан ідучи додому з роботи. Його розмови з нею спонукають до роздумів і заспокоюють самотність Монтеґа. Її смерть спонукає його стати радикалом.
- По-друге, він дізнається що його дружина, яка віддає перевагу перегляду її улюбленої програми Сім'я на телевізорі чи стінах кімнати і прослуховуванню радіо на «навушних черепашках» замість спілкуванню з людьми, передозувалась таблетками для сну. Бездушна поведінка санітарів змушує його відчувати себе дуже відчуженим, а пустотність дружини непокоїть і злить його.
- По-друге, він отримує виклик до дому літньої жінки, яка сховала там цілу бібліотеку. Замість того, щоб вийти з дому перед ти як він згорить, вона вирішує сама підпалити вогонь і згоріти заживо разом зі своїми книгами.
- По-четверте, він згадує випадкову зустріч в парку, яка була рік тому, зі старим чоловіком, який, як виявляється, був професором англійської мови. Монтеґ, який таємно ховав книги у власному домі, зрештою вступає в контакт з цією людиною на ім'я Фабер.

Протягом новели, Монтеґ стає все більш розчарованим у гедоністичному і антиінтелектуальному суспільстві навколо нього. Бредбері підкреслює, що уряд США, спалюючи книги, просто виражає волю народу, чия коротка увага, байдужість і гедонізм поступово витравлюють будь-яку подобу інтелектуалізму з суспільного життя. У школах більше не викладають гуманітарні дисципліни, діти постійно агресивні, а дорослі постійно відволікаються на «черепашки» (маленькі аудіопристрої, схожі на навушники) і прісні телевізійні програми, що демонструються на екранах розміром із стіну. Авторів і читачів вважають претензійними та небезпечними для добробуту суспільства. Він зустрічає багатьох персонажів, які змінюють його погляди на життя, наприклад Кларіссу та Фабера.
Після інциденту, коли Монтег намагався прочитати вірш друзям своєї дружини, коли ті були в гостях, його дружина викриває їхній дім, у якому знаходяться книги, пожежникам. Начальник Монтеґа, Бітті, намагається переконати його, що книги — це зло, і закликає повернутися до ментальності бездумного пожежника, але Монтег відмовляється.
Коли пожежна частина отримує сповіщення, Бітті веде пожежну машину до місця, де знаходиться будинок Монтеґа. Бітті змушує Монтега спалити власний будинок. Після того, як Монтеґ закінчив, Бітті стикається з Монтеґом і виявляє пристрій, який той використовує для спілкування з Фабером. Після того, як Бітті поклявся відстежити, хто був на іншій лінії, Монтеґ повертає пожежний шланг на Бітті та спалює його до смерті.
Він біжить вулицями міста до дому Фабера, з механічною собакою та гелікоптером телевізійної мережі на хвості. Коли він приходить до дому Фабера, старий розповідає Монтеґу про бродяг-книгоманів у сільській місцевості. Потім Монтеґ тікає до місцевої річки, пливе вниз за течією та зустрічає групу старих чоловіків, які, на подив Монтеґа, запам'ятали цілі книги, зберігаючи їх усно, доки закон проти книг не буде скасовано. Починається війна. Монтег безпорадно спостерігає, як реактивні бомбардувальники пролітають над головою й атакують місто з ядерною зброєю.

## В інших медіа
Про долю Монтеґа розповідається в напівканонічній відеогрі 1984 року «451 за Фаренгейтом», яка є продовженням роману. У грі Монтеґ продовжував чинити опір пожежникам протягом п'яти років після закінчення новели. Його відправляють на місію, щоб увірватися до Нью-Йоркської бібліотеки та передати її архів мікрокасет Підпіллю. Він досягає успіху і в процесі возз'єднується з Кларісс (яка жива в цій версії); однак пожежники штурмують будівлю та спалюють їх обох.
У стратегічній грі StarCraft 1995 року героя вогнеметників звуть Ґуй Монтеґ.

## Історичні примітки
У післямові до п'ятдесятого ювілейного видання книги 2003 року Бредбері стверджує, що лише після подальших роздумів над своєю роботою він зрозумів, що підсвідомо назвав Монтеґа на честь виробника паперу, що робить його відповідником Фабера, що також є назвою компанії — виробника олівців.